# Пеньки (Антроповский район)
Пеньки — село в Антроповском муниципальном районе Костромской области. Входит в состав Котельниковского сельского поселения

## География
Находится в центральной части Костромской области на расстоянии приблизительно 44 км на юг-юго-запад по прямой от поселка Антропово, административного центра района на правом берегу реки Кусь.

## История
Каменная Воскресенская церковь была здесь построена в 1820 году. В XIX — начале XX века село относилось к Макарьевскому уезду Костромской губернии. В 1907 году здесь был учтен 1 двор.

## Известные уроженцы
- Архиепископ Тихон (Троицкий)

## Достопримечательности
Воскресенская церковь.

## Население
Постоянное население составляло 11 человек (1897 год), 7 (1907), 154 в 2002 году (русские 97 %), 101 в 2022.